# Eleições autárquicas portuguesas de 2005 no distrito de Portalegre
| Eleições autárquicas portuguesas de 2005 Distritos: Aveiro \| Beja \| Braga \| Bragança \| Castelo Branco \| Coimbra \| Évora \| Faro \| Guarda \| Leiria \| Lisboa \| Portalegre \| Porto \| Santarém \| Setúbal \| Viana do Castelo \| Vila Real \| Viseu \| Açores \| Madeira |

## Resultados por Concelho
Os resultados nos Concelhos do Distrito de Portalegre foram os seguintes:

### Alter do Chão
| Partido                 | Partido                                  | Votos | %               | +/-  | Vereadores | +/-  |
| ----------------------- | ---------------------------------------- | ----- | --------------- | ---- | ---------- | ---- |
|                         | PSD-CDS                                  | 731   | 29,89 / 100,00  | -    | 2 / 5      | -    |
|                         | Partido Socialista                       | 721   | 29,48 / 100,00  | 2,34 | 1 / 5      | 1    |
|                         | Movimento Independente Concelho de Alter | 509   | 20,81 / 100,00  | Novo | 1 / 5      | Novo |
|                         | Coligação Democrática Unitária           | 375   | 15,33 / 100,00  | 0,51 | 1 / 5      | 1    |
| Votos Inválidos         | Votos Inválidos                          | 110   | 4,50 / 100,00   | 0,44 |            |      |
| Total                   | Total                                    | 2 446 | 100,00 / 100,00 |      | 5 / 5      |      |
| Eleitorado/Participação | Eleitorado/Participação                  | 3 394 | 72,07 / 100,00  | 0,31 |            |      |

### Arronches
| Partido                 | Partido                        | Votos | %               | +/-  | Vereadores | +/-     |
| ----------------------- | ------------------------------ | ----- | --------------- | ---- | ---------- | ------- |
|                         | Partido Socialista             | 1 018 | 46,11 / 100,00  | 7,90 | 3 / 5      | Estável |
|                         | PSD-CDS-PPM                    | 893   | 40,44 / 100,00  | 3,92 | 2 / 5      | Estável |
|                         | Coligação Democrática Unitária | 229   | 10,37 / 100,00  | 3,72 | 0 / 5      | Estável |
| Votos Inválidos         | Votos Inválidos                | 68    | 3,08 / 100,00   | 0,26 |            |         |
| Total                   | Total                          | 2 208 | 100,00 / 100,00 |      | 5 / 5      |         |
| Eleitorado/Participação | Eleitorado/Participação        | 2 919 | 75,64 / 100,00  | 2,97 |            |         |

### Avis
| Partido                 | Partido                        | Votos | %               | +/-  | Vereadores | +/-     |
| ----------------------- | ------------------------------ | ----- | --------------- | ---- | ---------- | ------- |
|                         | Coligação Democrática Unitária | 1 821 | 57,39 / 100,00  | 0,54 | 4 / 5      | Estável |
|                         | Partido Socialista             | 843   | 26,57 / 100,00  | 0,52 | 1 / 5      | Estável |
|                         | Partido Social Democrata       | 390   | 12,29 / 100,00  | 1,34 | 0 / 5      | Estável |
| Votos Inválidos         | Votos Inválidos                | 119   | 3,75 / 100,00   | 0,28 |            |         |
| Total                   | Total                          | 3 173 | 100,00 / 100,00 |      | 5 / 5      |         |
| Eleitorado/Participação | Eleitorado/Participação        | 4 236 | 74,91 / 100,00  | 1,14 |            |         |

### Campo Maior
| Partido                 | Partido                                | Votos | %               | +/-   | Vereadores | +/-     |
| ----------------------- | -------------------------------------- | ----- | --------------- | ----- | ---------- | ------- |
|                         | Partido Socialista                     | 2 442 | 45,12 / 100,00  | 1,87  | 3 / 5      | Estável |
|                         | Movimento Independente por Campo Maior | 1 919 | 35,46 / 100,00  | Novo  | 2 / 5      | Novo    |
|                         | Coligação Democrática Unitária         | 489   | 9,04 / 100,00   | 14,13 | 0 / 5      | 1       |
|                         | PSD-CDS-PPM                            | 407   | 7,52 / 100,00   | 18,01 | 0 / 5      | 1       |
| Votos Inválidos         | Votos Inválidos                        | 155   | 2,87 / 100,00   | 1,45  |            |         |
| Total                   | Total                                  | 5 412 | 100,00 / 100,00 |       | 5 / 5      |         |
| Eleitorado/Participação | Eleitorado/Participação                | 7 059 | 76,67 / 100,00  | 12,98 |            |         |

### Castelo de Vide
| Partido                 | Partido                        | Votos | %               | +/-   | Vereadores | +/-     |
| ----------------------- | ------------------------------ | ----- | --------------- | ----- | ---------- | ------- |
|                         | Partido Social Democrata       | 1 372 | 55,14 / 100,00  | 10,90 | 3 / 5      | Estável |
|                         | Partido Socialista             | 836   | 33,60 / 100,00  | 8,03  | 2 / 5      | Estável |
|                         | Coligação Democrática Unitária | 158   | 6,35 / 100,00   | 4,02  | 0 / 5      | Estável |
|                         | Partido Popular                | 42    | 1,69 / 100,00   | -     | 0 / 5      | -       |
| Votos Inválidos         | Votos Inválidos                | 80    | 3,22 / 100,00   | 0,54  |            |         |
| Total                   | Total                          | 2 488 | 100,00 / 100,00 |       | 5 / 5      |         |
| Eleitorado/Participação | Eleitorado/Participação        | 3 221 | 77,24 / 100,00  | 1,98  |            |         |

### Crato
| Partido                 | Partido                        | Votos | %               | +/-  | Vereadores | +/-     |
| ----------------------- | ------------------------------ | ----- | --------------- | ---- | ---------- | ------- |
|                         | Partido Socialista             | 1 374 | 45,86 / 100,00  | 3,07 | 3 / 5      | 1       |
|                         | Coligação Democrática Unitária | 1 301 | 43,42 / 100,00  | 7,21 | 2 / 5      | Estável |
|                         | Partido Social Democrata       | 236   | 7,88 / 100,00   | 8,93 | 0 / 5      | 1       |
| Votos Inválidos         | Votos Inválidos                | 85    | 2,84 / 100,00   | 1,35 |            |         |
| Total                   | Total                          | 2 996 | 100,00 / 100,00 |      | 5 / 5      |         |
| Eleitorado/Participação | Eleitorado/Participação        | 3 760 | 79,68 / 100,00  | 1,96 |            |         |

### Elvas
| Partido                 | Partido                        | Votos  | %               | +/-  | Vereadores | +/-     |
| ----------------------- | ------------------------------ | ------ | --------------- | ---- | ---------- | ------- |
|                         | Partido Socialista             | 7 321  | 66,44 / 100,00  | 7,23 | 6 / 7      | Estável |
|                         | PSD-CDS                        | 2 430  | 22,05 / 100,00  | 6,85 | 1 / 7      | Estável |
|                         | Coligação Democrática Unitária | 581    | 5,27 / 100,00   | 0,94 | 0 / 7      | Estável |
|                         | Partido Humanista              | 219    | 1,99 / 100,00   | -    | 0 / 7      | -       |
|                         | Partido Popular Monárquico     | 60     | 0,54 / 100,00   | -    | 0 / 7      | -       |
| Votos Inválidos         | Votos Inválidos                | 408    | 3,70 / 100,00   | 1,22 |            |         |
| Total                   | Total                          | 11 019 | 100,00 / 100,00 |      | 7 / 7      |         |
| Eleitorado/Participação | Eleitorado/Participação        | 19 679 | 55,99 / 100,00  | 0,54 |            |         |

### Fronteira
| Partido                 | Partido                        | Votos | %               | +/-  | Vereadores | +/-     |
| ----------------------- | ------------------------------ | ----- | --------------- | ---- | ---------- | ------- |
|                         | Partido Social Democrata       | 1 587 | 64,25 / 100,00  | 2,76 | 4 / 5      | Estável |
|                         | Partido Socialista             | 506   | 20,49 / 100,00  | 7,32 | 1 / 5      | Estável |
|                         | Coligação Democrática Unitária | 267   | 10,81 / 100,00  | 3,44 | 0 / 5      | Estável |
| Votos Inválidos         | Votos Inválidos                | 110   | 4,46 / 100,00   | 1,13 |            |         |
| Total                   | Total                          | 2 470 | 100,00 / 100,00 |      | 5 / 5      |         |
| Eleitorado/Participação | Eleitorado/Participação        | 3 413 | 72,37 / 100,00  | 3,93 |            |         |

### Gavião
| Partido                 | Partido                        | Votos | %               | +/-   | Vereadores | +/-     |
| ----------------------- | ------------------------------ | ----- | --------------- | ----- | ---------- | ------- |
|                         | Partido Socialista             | 1 962 | 64,05 / 100,00  | 6,55  | 4 / 5      | 1       |
|                         | Partido Social Democrata       | 631   | 20,60 / 100,00  | 10,36 | 1 / 5      | 1       |
|                         | Coligação Democrática Unitária | 344   | 11,23 / 100,00  | 4,45  | 0 / 5      | Estável |
| Votos Inválidos         | Votos Inválidos                | 126   | 4,11 / 100,00   | 0,65  |            |         |
| Total                   | Total                          | 3 063 | 100,00 / 100,00 |       | 5 / 5      |         |
| Eleitorado/Participação | Eleitorado/Participação        | 4 409 | 69,47 / 100,00  | 4,59  |            |         |

### Marvão
| Partido                 | Partido                        | Votos | %               | +/-   | Vereadores | +/-     |
| ----------------------- | ------------------------------ | ----- | --------------- | ----- | ---------- | ------- |
|                         | Partido Social Democrata       | 1 526 | 56,58 / 100,00  | -     | 3 / 5      | -       |
|                         | Partido Socialista             | 907   | 33,63 / 100,00  | 14,33 | 2 / 5      | 1       |
|                         | Partido Popular                | 153   | 5,67 / 100,00   | -     | 0 / 5      | -       |
|                         | Coligação Democrática Unitária | 40    | 1,48 / 100,00   | 0,09  | 0 / 5      | Estável |
| Votos Inválidos         | Votos Inválidos                | 71    | 2,63 / 100,00   | 1,27  |            |         |
| Total                   | Total                          | 2 697 | 100,00 / 100,00 |       | 5 / 5      |         |
| Eleitorado/Participação | Eleitorado/Participação        | 3 572 | 75,50 / 100,00  | 4,46  |            |         |

### Monforte
| Partido                 | Partido                        | Votos | %               | +/-  | Vereadores | +/-     |
| ----------------------- | ------------------------------ | ----- | --------------- | ---- | ---------- | ------- |
|                         | Coligação Democrática Unitária | 1 060 | 45,61 / 100,00  | 3,64 | 3 / 5      | 1       |
|                         | Partido Socialista             | 1 011 | 43,50 / 100,00  | 1,96 | 2 / 5      | Estável |
|                         | Partido Social Democrata       | 183   | 7,87 / 100,00   | -    | 0 / 5      | -       |
| Votos Inválidos         | Votos Inválidos                | 70    | 3,01 / 100,00   | 0,66 |            |         |
| Total                   | Total                          | 2 324 | 100,00 / 100,00 |      | 5 / 5      |         |
| Eleitorado/Participação | Eleitorado/Participação        | 2 942 | 78,99 / 100,00  | 1,83 |            |         |

### Nisa
| Partido                 | Partido                        | Votos | %               | +/-  | Vereadores | +/-     |
| ----------------------- | ------------------------------ | ----- | --------------- | ---- | ---------- | ------- |
|                         | Coligação Democrática Unitária | 2 390 | 43,91 / 100,00  | 7,47 | 3 / 5      | 1       |
|                         | Partido Social Democrata       | 1 307 | 24,01 / 100,00  | 5,54 | 1 / 5      | 1       |
|                         | Partido Socialista             | 1 263 | 23,20 / 100,00  | 6,33 | 1 / 5      | Estável |
|                         | Partido Popular                | 188   | 3,45 / 100,00   | -    | 0 / 5      | -       |
| Votos Inválidos         | Votos Inválidos                | 295   | 5,42 / 100,00   | 0,94 |            |         |
| Total                   | Total                          | 5 443 | 100,00 / 100,00 |      | 5 / 5      |         |
| Eleitorado/Participação | Eleitorado/Participação        | 7 634 | 71,30 / 100,00  | 1,14 |            |         |

### Ponte de Sôr
| Partido                 | Partido                        | Votos  | %               | +/-  | Vereadores | +/-     |
| ----------------------- | ------------------------------ | ------ | --------------- | ---- | ---------- | ------- |
|                         | Partido Socialista             | 5 356  | 54,44 / 100,00  | 1,61 | 4 / 7      | Estável |
|                         | Coligação Democrática Unitária | 2 496  | 25,37 / 100,00  | 8,91 | 2 / 7      | 1       |
|                         | Partido Social Democrata       | 1 438  | 14,62 / 100,00  | 5,15 | 1 / 7      | 1       |
|                         | Partido Popular                | 157    | 1,60 / 100,00   | -    | 0 / 7      | -       |
| Votos Inválidos         | Votos Inválidos                | 391    | 3,98 / 100,00   | 0,57 |            |         |
| Total                   | Total                          | 9 838  | 100,00 / 100,00 |      | 7 / 7      |         |
| Eleitorado/Participação | Eleitorado/Participação        | 15 387 | 63,94 / 100,00  | 2,14 |            |         |

### Portalegre
| Partido                 | Partido                        | Votos  | %               | +/-   | Vereadores | +/-     |
| ----------------------- | ------------------------------ | ------ | --------------- | ----- | ---------- | ------- |
|                         | Partido Social Democrata       | 9 385  | 64,54 / 100,00  | 22,07 | 6 / 7      | 3       |
|                         | Partido Socialista             | 2 734  | 18,80 / 100,00  | 21,87 | 1 / 7      | 2       |
|                         | Coligação Democrática Unitária | 1 519  | 10,45 / 100,00  | 0,48  | 0 / 7      | 1       |
|                         | Partido Popular                | 279    | 1,92 / 100,00   | 1,10  | 0 / 7      | Estável |
|                         | Bloco de Esquerda              | 174    | 1,20 / 100,00   | -     | 0 / 7      | -       |
| Votos Inválidos         | Votos Inválidos                | 451    | 3,10 / 100,00   | 0,19  |            |         |
| Total                   | Total                          | 14 542 | 100,00 / 100,00 |       | 7 / 7      |         |
| Eleitorado/Participação | Eleitorado/Participação        | 22 174 | 65,58 / 100,00  | 0,82  |            |         |

### Sousel
| Partido                 | Partido                           | Votos | %               | +/-   | Vereadores | +/-  |
| ----------------------- | --------------------------------- | ----- | --------------- | ----- | ---------- | ---- |
|                         | Partido Social Democrata          | 1 126 | 29,82 / 100,00  | 12,75 | 2 / 5      | 1    |
|                         | Partido Socialista                | 960   | 25,42 / 100,00  | 12,33 | 1 / 5      | 1    |
|                         | Sim Sousel                        | 789   | 20,90 / 100,00  | Novo  | 1 / 5      | Novo |
|                         | Coligação Democrática Unitária    | 650   | 17,21 / 100,00  | 5,06  | 1 / 5      | 1    |
|                         | Movimento Independente por Sousel | 131   | 3,47 / 100,00   | Novo  | 0 / 5      | Novo |
| Votos Inválidos         | Votos Inválidos                   | 120   | 3,18 / 100,00   | 0,11  |            |      |
| Total                   | Total                             | 3 776 | 100,00 / 100,00 |       | 5 / 5      |      |
| Eleitorado/Participação | Eleitorado/Participação           | 4 879 | 77,39 / 100,00  | 1,87  |            |      |